# Ivan Bene
Ivan Bene (Čakovec, 12. prosinca 1949. – 21. siječnja 2021.) bio je hrvatski humorist iz Čakovca, poznat po liku Đure 'z Međimurja. Kroz svoje nastupe, Bene je duhovito prikazivao svakodnevne situacije svojstvene za Međimurje, s posebnim naglaskom na živote radnika i njihovih obitelji.

## Scenski rad
Svoj scenski rad započeo je u Radničkom kulturnom društvu "Građevinar" Građevinskog kombinata "Međimurje" gdje je radio dugi niz godina. Lik Đure ´z Međimurja jedan je od najpoznatijih simbola Međimurja. Beneov lik Đure postao je sinonim za humorističke prikaze međimurskog života te je ostavio velik trag u međimurskoj kulturi. Kao Đura 'z Međimurja, Bene je nastupao diljem Hrvatske. Njegovi nastupi prepoznati su i široko prihvaćeni zbog vedrog duha, kajkavskog narječja i jednostavnosti koja ga je povezivala s publikom.

## Nagrade
Za dugogodišnji rad, doprinos razvoju kulturno-umjetničkog amaterizma, brojne nastupe te promicanje kajkavskog dijalekta i Međimurja, župan Međimurske županije Matija Posavec mu je 2018. godine na svečanoj sjednici Skupštine Međimurske županije dodijelio Povelju Međimurske županije.